# Langues kanak
L’expression langues kanak désigne les langues vernaculaires d'origine kanak de la Nouvelle-Calédonie, collectivité française d'Outre-mer située en Océanie, dans l'océan Pacifique.
En linguistique, les « langues néo-calédoniennes » forment une branche du groupe océanien, au sein de la famille des langues austronésiennes.

## Présentation
Les langues kanak sont actuellement au nombre de 28, auxquelles s'ajoutent 11 dialectes, bien que l'inventaire diffère selon les auteurs et de la distinction que ceux-ci peuvent faire entre langues et variantes dialectales. Maurice Leenhardt dénombrait ainsi 37 langues et dialectes. Un créole, le tayo parlé dans la commune du Mont-Dore dans la tribu de Saint-Louis, leur est souvent associé.
Comme toutes les langues océaniennes, les langues kanak font partie de la grande famille des langues austronésiennes. Celles-ci descendent toutes d'un ancêtre commun, le proto-austronésien, parlé il y a 5 500 ans environ dans l'île de Taïwan.
Depuis la fin des années 1960, à la suite des travaux pionniers d'André-Georges Haudricourt, un travail important d'exploration, d'inventaire et de description des langues kanak a été mené par l'équipe scientifique du LACITO-CNRS, en particulier par Françoise Ozanne-Rivierre, Jean-Claude Rivierre, Claire Moyse-Faurie et Isabelle Bril. Ces recherches ont pris la forme de plusieurs dictionnaires, grammaires, recueils de littérature orale, articles scientifiques, enseignement universitaire, conférences publiques. Outre leur intérêt scientifique, ces travaux ont aidé à faire reconnaître ces langues à une époque où les autorités françaises y prêtaient peu d'attention.
Ces travaux sur les langues kanak furent synthétisés par Jean-Claude Rivierre dans le cadre d'un rapport officiel sur les langues régionales de France, dirigé par Bernard Cerquiglini en avril 1999. Les données ci-dessous s'inspirent de ce rapport.

## Statut des langues kanak

### Reconnaissance officielle
Quelques-unes de ces langues sont considérées comme mortes, ou moribondes, n'ayant plus ou peu de locuteurs.
Pour un certain nombre de ces langues, il n'existe pas de graphie ou d'orthographe standard, celle-ci faisant parfois l'objet de controverse. Une Académie des langues kanak prévue dès 1998 par les accords de Nouméa a ainsi été créée.
« Les langues kanak sont, avec le français, des langues d'enseignement et de culture en Nouvelle-Calédonie. Leur place dans l'enseignement et les médias doit donc être accrue et faire l'objet d'une réflexion approfondie. Une recherche scientifique et un enseignement universitaire sur les langues kanak doivent être organisés en Nouvelle-Calédonie. L'Institut national de langues et civilisations orientales y jouera un rôle essentiel. […] Une Académie des langues kanak, établissement local dont le conseil d'administration sera composé de locuteurs désignés en accord avec les autorités coutumières, sera mise en place. Elle fixera leurs règles d'usage et leur évolution. »
— Article 1.3.3
Cette importance est confirmée dans la loi organique du 19 mars 1999 fixant le fonctionnement des institutions néo-calédoniennes, aux articles 140 et 215.

### Enseignement
À partir de 1944, Maurice Leenhardt met en place des enseignements en langues océaniennes à l'École des langues orientales. Après sa retraite en 1953, son poste est repris tout d'abord par son fils Raymond (de 1947 à 1948 puis de 1953 à 1972) puis par Jacqueline de La Fontinelle, titulaire de la chaire de Houaïlou puis de celle des Langues Océaniennes à partir de 1972 et jusqu'à sa retraite en 1999.
Localement, si l'enseignement des langues kanak a été rejeté à l'époque coloniale, autant dans le public que dans le privé, au profit du français, les choses ont commencé à évoluer à la fin des années 1970 avec la mise en place de réflexions à ce sujet : on peut citer l'étude précédemment mentionnée d'Haudricourt et d'autres spécialistes à la demande de la Direction de l'enseignement de la Nouvelle-Calédonie en 1979, ainsi que dans le public la création en 1978 d'un Centre territorial de recherche et de documentation CTRDP chargé d'envisager l'enseignement de langues vernaculaires et de produire la documentation adéquate, et d'une mission aux langues et cultures régionales auprès du Vice-rectorat. Cette première expérience apparait comme un échec, du fait du manque de motivation des parents, manque de motivation des hommes politiques (et des dirigeants kanak ne sont pas convaincus de l'importance d'un enseignement en langue mélanésienne) ainsi que de la faible formation des enseignants, qui sont souvent nommés dans d'autres zones linguistiques que celle de leur langue maternelle.
Le drehu, une des « langues régionales » admissible actuellement au baccalauréat, est enseigné à l'INALCO depuis 1973 par Wamo Haocas, au sein de la chaire de « Houaïlou » transformée en 1977 en chaire de « Langues océaniennes »; Depuis la retraite de Jacqueline de La Fontinelle en 1999, le drehu reste la seule langue enseignée au sein de la section Langues Océaniennes de l'Institut, avec le tahitien et le bichelamar.
La possibilité effective d'utiliser une langue vernaculaire intervient durant les « Événements des années 1980 » (nom donné à la période d'affrontements entre indépendantistes et loyalistes, de 1984 à 1988), le FLNKS et le « gouvernement provisoire de la Kanaky » qui lui est associé comme prélude à la création d'un État kanak indépendant. Ces derniers créent dans chacune des zones qu'ils contrôlent des « Écoles populaires kanak » (EPK) afin de développer le sentiment d'« identité kanak » chez les jeunes et lutter contre « l'acculturation » française par le biais des langues kanak. Avec l'instauration du statut Fabius-Pisani en 1985 les quatre régions créées, celles contrôlées majoritairement par les indépendantistes (le Centre, le Nord et les Îles) vont alors largement subventionner les EPK qui acquièrent donc un statut officiel et organisent des stages destinés à sensibiliser et à former des locuteurs pour en faire des intervenants dans les écoles (stages confiés notamment aux linguistes, chercheurs au CNRS, Jean-Claude et Françoise Rivierre en 1986). Cependant, le bilan des EPK est mitigé et a différé selon les régions : si certaines ont pu se maintenir à certains endroits plus longtemps que d'autre, et même après la signature des accords de Matignon en 1988 et l'établissement d'un « statu quo » entre partisans et opposants de l'indépendance, il n'en subsiste aujourd'hui plus qu'une, celle de Canala qui maintient une scolarisation dans les tribus pour les enfants de 2 à 9 ans tout en établissant des passerelles avec l'enseignement public à partir du cours moyen. En fait, la réussite des EPK dépendait de la motivation des acteurs de la communauté locale, de la qualité de la formation des enseignants, du soutien financier des institutions et du maintien de relations avec l'enseignement public.
Car après les « Événements », les provinces Nord et des Îles Loyauté ont continué autant que possible à financer les EPK subsistantes et ont développé de nouveaux programmes linguistiques et éducatifs, grâce à leur nouvelle compétence offerte par les accords de pouvoir modifier en partie les programmes du primaire pour que ceux-ci respectent mieux les réalités historiques et culturelles locales. Aux Îles, le plan « Enseignement intégré des langues maternelles » (EILM), élaboré en 1991 et entré en vigueur en 1994, semble lui aussi avoir été plus ou moins couronné de succès. Dans le Nord, le plan « Paicî - Hoot ma Waap - Ajië - Xârâcùù » (PHAX) prévoit quant à lui d'instaurer cinq heures hebdomadaires en langues dans les écoles élémentaires (dont deux heures consacrées à l'éducation physique, deux autres à l'éducation artistique et la dernière à la géographie, à l'histoire et aux sciences), mais ce projet n'est pas suivi d'effets.
La reconnaissance des langues kanak en tant que langues régionales date des arrêtés du 20 octobre 1992. Celui-ci introduit quatre langues en tant qu'épreuve facultative au baccalauréat. Il s'agit du drehu, du nengone, du paicî et de l'ajië. Aujourd'hui, sont enseignés dans l'enseignement secondaire ou supérieur :
- le drehu est enseigné dans les collèges et lycées de Lifou (collège public Laura-Boula et son groupe d'observation diversifié ou GOD de Mou, collèges privés protestants de Havila et Hnaizianu, collège privé catholique de Nathalo, lycée public Williama-Haudra), Nouméa (lycée privé protestant Do Kamo, collèges public Georges-Baudoux, Jean-Mariotti, Magenta, Rivière-Salée, Kaméré, Normandie, Portes-de-Fer et Tuband, lycées publics Lapérouse, Jules-Garnier et Pétro-Attiti), de Dumbéa (collèges publics de Koutio et Dumbéa-sur-mer, lycée public du Grand Nouméa), du Mont-Dore (collèges publics de Boulari et Plum, lycée public du Mont-Dore, lycée privé catholique Saint-Pierre-Chanel) et de Païta (lycée privé catholique Apollinaire-Anova), à l'université de la Nouvelle-Calédonie et à l'Inalco ;
- le nengone est enseigné dans les collèges de Maré (collèges publics de Tadine et La Roche, collège privé protestant de Taremen) et certains établissements secondaires de Nouméa (collège privé catholique Marcellin-Champagnat, ceux publics de Kaméré, Portes-de-Fer, Rivière-Salée et Tuband, lycées publics Lapérouse et Jules-Garnier, et celui privé protestant Do Kamo) et de Dumbéa (collège public Edmée Varin d'Auteuil, lycée public du Grand Nouméa) mais aussi au collège privé protestant de Tiéta à Voh ainsi qu'à l'université de la Nouvelle-Calédonie ;
- le paicî est enseigné dans les collèges et le lycée de Poindimié (collège public Raymond-Vauthier, celui privé catholique Jean-Baptiste-Vigouroux, lycée public Antoine-Kela), de Ponérihouen (collège privé protestant de Mou), de Koné (collèges publics de Koné et de Païamboué), de Pouembout (lycée public agricole et général Michel-Rocard) et de Poya (collège public Essau Voudjo), ainsi que dans deux établissements nouméens (le collège public de Tuband et le lycée privé protestant Do Kamo) et à l'université de la Nouvelle-Calédonie ;
- l'ajië est enseigné dans le second degré à Houaïlou (collège et lycée agricole privé protestant de Do Néva et lycée professionnel privé catholique Johanna Vakié, collège public de Wani), à Ponérihouen (collège privé catholique Yves-Marie-Hily), à Poya (collège public Essaü Voudjo), à Bourail (collège public Louis-Léopold-Djiet), à Kouaoua (GOD rattaché au collège public de Canala), à Nouméa (lycée privé protestant Do Kamo) ainsi qu'à l'université de la Nouvelle-Calédonie ;
- le xârâcùù est enseigné dans les collèges publics de Canala, de La Colline à Thio et Kawa-Braïna de La Foa, et dans ceux privés Francis-Rougé (catholique) de Thio et Dö-Mwa (protestant) de Canala ;
- le iaai est enseigné dans les collèges d'Ouvéa (collège privé protestant Eben-Eza, celui catholique Guillaume-Douarre et celui public Shea-Tiaou) ;
- le fwâi est enseigné au collège public Pai-Kaleone de Hienghène ;
- le drubea est enseigné au collège public de Yaté ;
- le nêlêmwa est enseigné au collège privé protestant Baouva-Kaleba de Poum ;
- le yuanga est enseigné au collège privé protestant de Baganda à Kaala-Gomen ;
- le fagauvea est enseigné au lycée professionnel privé catholique Saint-Pierre-Chanel du Mont-Dore ;
- le nââ kwênyii est enseigné au collège privé catholique Saint-Joseph de l'île des Pins.

Les enfants dont les parents en ont exprimé le vœu suivent, dès la petite section de maternelle, des enseignements en langue kanak, à raison de sept heures hebdomadaires en maternelle et de cinq heures à l'école élémentaire à la fois pour apprendre à la maîtriser et se familiariser avec la culture mélanésienne, à l'écrire et à la lire mais aussi pour suivre tous les autres champs disciplinaires dans cette langue.
Une formation de licence universitaire, mention Langues, littératures et civilisations étrangères régionales (LLCER) spécialité Langues océaniennes est proposée par l'Université de la Nouvelle-Calédonie. Elle a été créée sous la forme d'un Diplôme d'études universitaires générales (DEUG) en 1999 complété par une licence en 2001. Chaque semestre, les étudiants choisissent deux langues parmi les quatre offertes en épreuve du baccalauréat soit une de la Grande Terre (ajië ou paicî) et une des Îles Loyauté (drehu ou nengone). Les professeurs en langues kanak sont ensuite formés, aussi bien pour le primaire que pour les cours optionnels du secondaire, à l'Institution de formation des maîtres de Nouvelle-Calédonie.
Les langues kanak sont également représentées dans la filière « Langues océaniennes » de l'Institut national des langues et civilisations orientales (INALCO), à Paris, pour le drehu.

## Répartition géographique et nombre de locuteurs
La localisation de ces langues est donnée ici à titre indicatif. Les courants migratoires, l'urbanisation ont en effet changé la donne. On considère par exemple qu'il y aurait plus de 5 000 locuteurs de drehu à Nouméa, pour environ 7 à 8 000 sur l'île elle-même.
Chaque couleur correspond à un sous-groupe linguistique distinct ou reconnu comme tel par les comparatistes, bien qu'il n'existe pas d'unanimité sur la question d'autant que ces langues se sont énormément empruntées entre elles, d'où le côté quelque peu biaisé de tous ces découpages.
- Langues du groupe Nord
- Langues du groupe Centre
- Langues du groupe Sud
- Langues du groupe Loyauté
- Langue polynésienne

### Carte
La carte suivante représente l'ensemble des langues kanak.

### Tableau
|    | Langue                             | Graphie alternative      | Locuteurs (2019) | Commune(s)                           | Province      | Aire coutumière | dialectes |
| -- | ---------------------------------- | ------------------------ | ---------------- | ------------------------------------ | ------------- | --------------- | --- |
| 1  | nyelâyu                            | yalâyu                   | 1 871            | Ouégoa, Belep, Pouébo                | Province Nord | Hoot Ma Waap    | Pooc/haat (Belep) ; Puma/paak/ovac (Arama, Balade)                                                                                |
| 2  | nêlêmwa-nixumwak                   | fwa kumak                | 798              | Koumac, Poum                         | Province Nord | Hoot ma Waap    | nêlêmwâ (Tribu de Nénéma), nixumwak                                                                                               |
| 3  | caac                               | -                        | 847              | Pouébo                               | Province Nord | Hoot Ma Waap    | Cawac (variante parlée à la Conception au Mont Dore depuis 1865)                                                                  |
| 4  | yuanga-zuanga                      | yûâga                    | 1 975            | Kaala-Gomen, Ouégoa                  | Province Nord | Hoot Ma Waap    | - |
| 5  | jawe                               | -                        | 746              | Hienghène, Pouébo                    | Province Nord | Hoot Ma Waap    | - |
| 6  | nemi                               | nèmi                     | 825              | Hienghène                            | Province Nord | Hoot Ma Waap    | Ouanga, Ouélis, Kavatch |
| 7  | fwâi                               | -                        | 1 561            | Hienghène                            | Province Nord | Hoot Ma Waap    | - |
| 8  | pije                               | -                        | 114              | Hienghène                            | Province Nord | Hoot Ma Waap    | Tha (Tiendanite) |
| 9  | pwaamèi                            | -                        | 223              | Voh                                  | Province Nord | Hoot Ma Waap    | Naakâ (Temala, Voh); Dhaak/yaak (Fatanaoue)                                                                                       |
| 10 | pwapwâ                             | -                        | 27               | Voh                                  | Province Nord | Hoot Ma Waap    | - |
| 11 | dialectes de la région de Voh-Koné | -                        | 952              | Voh, Koné                            | Province Nord | Hoot Ma Waap    | bwatoo (Oudjo, Népou, Baco et parlé autrefois à l'île Koniène), haeke, haveke, hmwaeke, havele, vamale (Haute Tipindje), waamwang |
| 12 | cèmuhî                             | camuki                   | 2 234            | Touho, Koné, et Poindimié            | Province Nord | Paici Camuki    | - |
| 13 | paicî                              | paici                    | 6 530            | Poindimié, Ponérihouen, Koné, Poya   | Province Nord | Paici-Camuki    | - |
| 14 | ajië                               | a'jië                    | 4 449            | Houaïlou, Ponérihouen, Poya, Kouaoua | Province Nord | Ajië-Aro        | - |
| 15 | arhâ                               | -                        | 19               | Poya                                 | Province Nord | Ajië-Aro        | - |
| 16 | arhö                               | arö                      | 186              | Poya                                 | Province Nord | Ajië-Aro        | - |
| 17 | 'ôrôê                              | orowe, abwébwé           | 373              | Bourail                              | Province Sud  | Ajië-Aro        | - |
| 18 | neku                               | néku                     | 115              | Bourail Moindou                      | Province Sud  | Ajië-Aro        | - |
| 19 | sîshëë                             | zîchë, sîchë, zire, nerë | 10               | Bourail, Moindou                     | Province Sud  | Ajië-Aro        | Parfois considéré comme une variante dialectale de l'ajië                                                                         |
| 20 | tîrî                               | tirî                     | 393              | La Foa, Sarraméa                     | Province Sud  | Xaracuu         | tîrî, mea |
| 21 | xârâcùù                            | xaracuu                  | 5 645            | Canala, La Foa, Boulouparis          | Province Sud  | Xaracuu         | - |
| 22 | xârâgurè                           | -                        | 589              | Thio                                 | Province Sud  | Xaracuu         | Langue proche du xârâcùù |
| 23 | nââ drubéa                         | drubea                   | 1 022            | Païta, Dumbéa, Nouméa, Yaté          | Province Sud  | Djubéa-Kaponé   | - |
| 24 | nââ numèè                          | numee/kapone             | 1 618            | Yaté, Mont-Dore, île des Pins        | Province Sud  | Djubéa-Kaponé   | xêrê (Yaté), wêê (île Ouen), kwênyii (île des Pins)                                                                               |
| 25 | nengone                            | -                        | 9 356            | Maré, Tiga                           | Îles Loyauté  | Nengone         | Iwateno (langue cérémonielle ou langue des chefs)                                                                                 |
| 26 | drehu                              | -                        | 15 875           | Lifou                                | Îles Loyauté  | Drehu           | Miny (langue cérémonielle ou langue des chefs)                                                                                    |
| 27 | iaai                               | -                        | 3 714            | Ouvéa                                | Îles Loyauté  | Iaai            | - |
| 28 | faga uvea                          | fagauvea                 | 2 066            | Ouvéa                                | Îles Loyauté  | Iaai            | |

### Tayo
À cet inventaire est ajoutée une vingt-neuvième langue, le tayo, un créole à base lexicale française parlé par un millier de locuteurs originaires de la tribu de Saint-Louis (commune du Mont-Dore).

### Autres modes de communication
Outre le mode chuchoté, chanté, crié, sifflé, les populations mélanésiennes ont développé un mode de communication muet, à distance (2 à 20 mètres), où l'expression se lit sur lèvres, bouche, yeux, plissements de front, haussements de sourcils, et accessoirement déplacements d'épaules, bras, mains, doigts. Il ne s'agit pas de langue des signes, mais de lecture labiale ou d'expression maxillo-faciale, (en quelle(s) langue(s) ?), avec stratégies de suppléance mentale. Il existe par ailleurs en Océanie divers systèmes de langues des signes, reconnues ou non.

## Histoire des études sur les langues kanak
Les premiers à avoir étudié les langues kanak ont été les missionnaires (il s'agissait d'apprendre la langue pour mieux prêcher), et en tout premier lieu les protestants, pour qui la pratique religieuse repose essentiellement sur la Bible transcrite dans la langue maternelle des fidèles (quatre langues ont été reconnues « d'évangélisation » : l'ajië sur la Grande Terre, le drehu à Lifou, le nengone à Maré et le iaai à Ouvéa). Dès 1866, le pasteur de la London Missionary Society Samuel Macfarlane, en place à Lifou depuis 1859, traduit le Nouveau Testament en drehu, version revue en 1869, grâce à l'aide James Sleigh, et complétée par une traduction des Psaumes. Mais la première étude réelle menée, car faite selon une réelle approche ethnologique et linguistique, est réalisée par le pasteur Maurice Leenhardt, missionnaire protestant à Houaïlou, tout particulièrement en ce qui concerne l'ajië : il réalise ainsi une traduction du Nouveau Testament dans cette langue en 1922 sous le titre de Peci arii vikibo ka dovo i Jesu Keriso e pugewe ro merea xe Ajié, et complète cette œuvre par l'établissement du premier système de transcription écrite des langues kanak, traditionnellement orales. Il expose sa méthode dans un article intitulé « Notes sur la traduction du Nouveau Testament en langue primitive, sur la traduction en houaïlou », paru dans la deuxième année de la Revue d'histoire et de philosophie religieuse à Strasbourg en mai-juin 1922.
Ensuite, le pharmacien et ethnologue amateur Maurice Lenormand, qui est également député de la Nouvelle-Calédonie et fondateur de l'Union calédonienne, reprend le travail de Maurice Leenhardt, dont il fut l'élève à l'École des langues orientales. Il est ainsi l'auteur, en 1999, d'un dictionnaire drehu-français, fruit de sa thèse en linguistique soutenue à 85 ans.
Le système d'écriture mis en place localement pour les quatre langues d'évangélisation par les missionnaires, et en tout premier lieu celui du pasteur Leenhardt, ont été utilisés pour transcrire la plupart des langues jusque dans les années 1970. À cette date, ce système fut remis en question par les linguistes comme ne tenant pas suffisamment compte de la phonologie des langues. Il faut attendre 1979 et un ouvrage collectif dirigé par l'ethnologue et phonologue André-Georges Haudricourt, intitulé Les langues mélanésiennes de Nouvelle-Calédonie et publié à l'initiative du bureau psycho-pédagogique de la direction de l'enseignement catholique, pour voir posées les bases du système d'écriture plus ou moins unanimement utilisé aujourd'hui. On peut également citer les travaux de :
- Jacqueline de La Fontinelle sur l'ajië (La Langue de Houaïlou, 1976) ;
- Françoise Ozanne-Rivierre sur le iaai (Le iaai, Langue mélanésienne d’Ouvéa (Nouvelle-Calédonie), Phonologie, morphologie, esquisse syntaxique, 1976) et les langues de la région de Hienghène (en collaboration avec Haudricourt, Dictionnaire thématique des langues de la région de Hienghène (Nouvelle-Calédonie) : pije, fwâi, nemi, jawe - Précédé d'une phonologie comparée des langues de Hienghène et du proto-Océanien, 1982) ;
- Daniel Mirioux sur le iaai (Tusi hwen iaai, Manuel de conversation thématique français-iaai, 2003) ;
- Jean-Claude Rivierre sur le cèmuhî notamment (La langue de Touho, Phonologie et grammaire du cèmuhî (Nouvelle-Calédonie), 1980) ;
- Claire Moyse-Faurie sur le drehu (Le drehu, langue de Lifou (Îles Loyauté), phonologie, morphologie, syntaxe, 1983) et le xârâcùù (Le xârâcùù, Langue de Thio-Canala (Nouvelle-Calédonie), Éléments de syntaxe, 1995) ;
- Isabelle Bril sur le nêlêmwa-nixumwak (Dictionnaire nêlêmwa-nixumwak-français-anglais, avec introduction grammaticale et lexiques, Peeters 2000 et Le nêlêmwa (Nouvelle-Calédonie): Analyse syntaxique et sémantique, Peeters 2002).

Néanmoins, le passage à l'écrit de ces langues orales a été critiqué tout d'abord par crainte que cela les mette en concurrence entre elles, l'écriture nécessitant la parution de livres elle-même conditionnée par la nécessité d'être vendus : ainsi l'édition d'ouvrages se limiterait aux langues comptant le plus de locuteurs, et donc en priorité aux quatre langues d'évangélisation (l'ajië, le drehu, le nengone et le iaai) ou langues d'enseignement (les mêmes plus le paicî et sans le iaai). D'autre part, l'aspect « phonocentriste » de la linguistique moderne des langues kanak, privilégiant plus le son aux dépens du sens, est critiqué pour avoir donné naissance à un système trop complexe pour être enseigné à des élèves du secondaire du fait de l'abondance de signes diacritiques.